# Parazoanthus axinellae
Parazoanthus axinellae är en korallart som först beskrevs av Schmidt 1862.  Parazoanthus axinellae ingår i släktet Parazoanthus och familjen Parazoanthidae. Inga underarter finns listade i Catalogue of Life.

## Bildgalleri

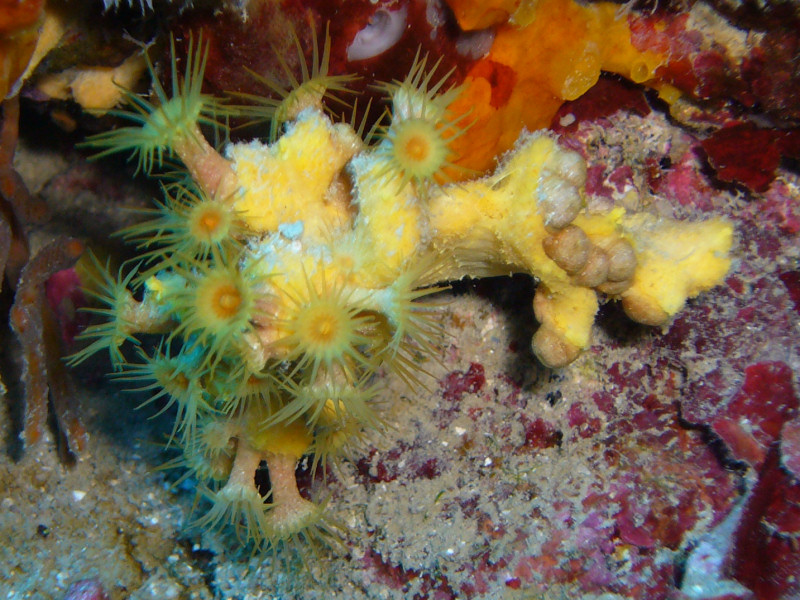